# Vojenský záslužný kříž (Čad)
Vojenský záslužný kříž (francouzsky: Croix du mérite militaire) je vojenské vyznamenání Čadské republiky.

## Historie a pravidla udílení
Vyznamenání bylo založeno dekretem č. 265/PR-CM ze dne 12. prosince 1966. Udíleno je příslušníkům ozbrojených sil za hrdinské a statečné činy během vojenských konfliktů či misí na udržování pořádku. Uděleno může být i zahraničním příslušníkům ozbrojených sil, a tak toto ocenění obdrželo mnoho francouzských důstojníků a poddůstojníků, kteří v Čadu sloužili.

## Insignie
Na zadní straně je znak Armády Čadu.
Stuha je žlutá s úzkými červenými pruhy lemujícími oba okraje.